# Nijmeegse Vierdaagse 2013
De 97e editie van de Nijmeegse Vierdaagse is van start gegaan op dinsdag 16 juli 2013.
Uiteindelijk schreven zich 50.314 mensen in voor deze 97ste editie. Voor de tocht mochten maximaal 46.000 mensen zich inschrijven, 1.000 meer dan sinds 2008 was toegestaan. Er werd geloot onder alle deelnemers die voor het eerst willen gaan deelnemen en niet meededen met de ViaVierdaagse of geboren waren in 2001. In totaal meldden 42.493 lopers zich op zondag en maandag voorafgaand om hun startbewijs af te halen.

## Opening
Voor het eerst in de lange geschiedenis van de Vierdaagse loste de minister van Volksgezondheid, Welzijn en Sport (VWS) het startschot. Op dinsdag 16 juli om 4.00 uur gaf Edith Schippers de wandelaars het sein dat zij kunnen beginnen aan de 97e editie van de Vierdaagse.

## Routewijzigingen
Op de eerste dag, de Dag van Elst, is in de vroege ochtenduren de 'lus van Lent' uit het parcours geschrapt als gevolg van bouwwerkzaamheden en wegenaanleg in Nijmegen-Noord.
Tevens is er nog een kleine routewijziging op de tweede dag in Wijchen. De 30 km en 40 km militaire wandelaars gaan via het St. Jorispad over het Arcus-terrein naar de Valendrieseweg en komen zo weer op hun 'oude' route.

## Barometer
| Inschrijvingen                   | 50.314 |
| Ingeloot                         | 46.000 |
| Aangemeld op zondag en maandag   | 42.493 |
| Vierdaagse gestart               | 42.493 |
| 1e dag uitgevallen               | 917    |
| 1e dag uitgelopen                | 41.576 |
| 2e dag niet gestart/ uitgevallen | 857    |
| 2e dag uitgelopen                | 40.719 |
| 3e dag niet gestart/ uitgevallen | 964    |
| 3e dag uitgelopen                | 39.755 |
| 4e dag niet gestart/ uitgevallen | 359    |
| Vierdaagse uitgelopen            | 39.396 |

## Trivia
- Er doen deelnemers met 77 verschillende nationaliteiten mee aan deze vierdaagse.
- Tijdens deze editie deden 19 rolstoeldeelnemers mee.